# Тімаріон
Тімаріон (грец. Τιμαριον) — анонімний візантійський сатиричний діалог XII століття, написаний в традиції наслідування Лукіану (у цьому випадку — «Розмовам мертвих»).
«Тімаріон» містить в собі і пародію, і топіку жанру «сходжень в пекло», і пізньоантичний екфрасіс. У ньому виявляються основні риси меніппової сатири.

## Зміст
Розмова двох друзів, Тімаріона і Кідіона, відбувається на одній з Константинопольських вулиць. Тімаріон довго був відсутній і, поступаючись проханню друга, розповідає про свої пригоди. Він здійснив подорож в Салоніки з приводу свята св. Димитрія, а на зворотному шляху захворів, і тоді два демона перепровадили його в царство померлих, де він провів три дні в очікуванні суду, зустрів багато і своїх знайомих, і знаменитих людей давнини, а потім після суду, що вершиться Еаком , Міносом і імператором Феофілом, повернувся на землю. Поряд з міфологічними героями і знаменитими історичними особистостями, греками і римлянами, Тімаріон зустрічає філософів — Михайла Пселла та Іоанна Італа.
Тімаріон бачить ранніх грецьких філософів Парменіда, Піфагора, Фалеса що тримаються віддалік від інших та цураються Діогена. Піфагор відштовхує Італа зі словами, що «галілеянин не може перебувати серед людей, чиє життя було віддано пізнанню збагненною розумом істини» (гл. 43). Зате Пселл захоплено зустрінутий античними мудрецями, але він розмовляє з ними гордовито (гл. 45).